# Oak Park, Indiana
Oak Park är en ort i Clark County i delstaten Indiana, USA.